# Leonardo Márquez

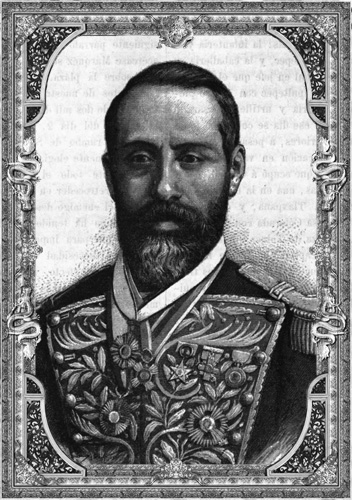
Leonardo Márquez Araujo

Leonardo Márquez Araujo (* 8. Januar 1820 Mexiko-Stadt; † 5. Juli 1913 in Havanna) war ein mexikanischer General und Botschafter.

## Leben
Seine Eltern waren Maria de la Luz Araujo aus Mexiko-Stadt und der Hauptmann Cayetano Márquez aus Santiago de Querétaro. Leonardo Márquez Araujo wurde am 15. Januar 1830 Kadett in Lampazos de Naranjo, wo auch sein Vater stationiert war. Er war mit Luz Araujo de Márquez verheiratet.
Im Mexikanisch-Amerikanischen Krieg nahm er an der Schlacht von Buena Vista teil.
In Tacubaya veröffentlichte der konservative Félix María Zuloaga am 17. Dezember 1857 den Plan de Tacubaya, einen konservativen Gegenentwurf zur liberalen Bundesverfassung der Vereinigten Staaten von Mexiko von 1857 von Benito Juárez. Er löste damit den Guerra de Reforma (Reformkrieg) aus. Leonardo Márquez Araujo nahm daran als General auf Seiten der konservativen Partei von Antonio López de Santa Anna und Félix María Zuloaga teil.
Unter dem Befehl von Leonardo Márquez Araujo wurde 1859 Tacubaya eingenommen und dabei Gefangene und Medizinstudenten, die Liberale medizinisch versorgt hatten, massakriert. Unter den liberalen Opfern befanden sich der Politiker Melchor Ocampo und der General Leandro Valle Martínez. Miguel Miramón, auf den sich Leonardo Márquez Araujo bezüglich seiner Befehle bei der Einnahme von Tacubaya berief, beförderte ihn am 11. April 1859 zum Divisionsgeneral. Er erhielt den Beinamen Tigre de Tacubaya. 1859 war er Gouverneur von Jalisco.
Am 1. Januar 1861 wurde Leonardo Márquez Araujo und die Konservative Partei durch die Liberalen unter dem Befehl von José Santos Degollado geschlagen.
Am 18. Januar 1861 schrieb er aus Tlalpam einen Brief an Ignacio Aguilar y Morocho (1813–1884), einen ehemaligen Minister unter Antonio López de Santa Anna, und teilte mit, dass die Zeit gekommen sei die politische, soziale und militärische Reaktion zu organisieren. Zur gleichen Zeit bot Leonardo Márquez Araujo Ignacio Aguilar y Morocho den Vorsitz in einem Direktorium und das Recht sich Minister zu wählen an. Ignacio Aguilar y Morocho gilt als Schlüsselfigur des Engagements der Konservativen Partei für die zweite Französische Intervention in Mexiko, durch die Maximilian I. zum Kaiser von Mexiko erhoben wurde.
1864 entsandte ihn der Kaiser als Sonderbotschafter zu Sultan Abdülaziz. Als die französischen Truppen aus Mexiko abzogen, ernannte ihn Kaiser Maximilian I. im Oktober 1866 zum Befehlshaber einer Division, für die er die Truppen aber erst ausheben sollte. 1867 ernannte ihn Maximilian zum Generalstabschef. und im März 1867 zu seinem Statthalter. Seine Truppen wurden am 2. April 1867 von liberalen Truppen unter Porfirio Díaz geschlagen. Leonardo Márquez Araujo setzte sich nach Havanna ab.
Von einer Amnestie für Konservative 1870 war Leonardo Márquez Araujo ausdrücklich ausgeschlossen.
1895 erreichte Manuel Romero Rubio, dass ihn Porfirio Díaz begnadigte, worauf er vorübergehend nach Mexiko zurückkehrte. Er ist in der „La Necrópolis Cristóbal Colón“ in Havanna begraben.